# Povratne zamjenice
Povratne zamjenice u mnogim su jezicima vrsta zamjenica koje referiraju osobu koja već ima neku ulogu u rečenici. 

## U hrvatskom jeziku
U hrvatskom jeziku povratna zamjenica postoji samo u nekim padežima i označava:
- ponovno vršitelja radnje (tj. subjekt, npr. perem se prema perem rublje) - tzv. refleksivna upotreba
- neodređenog ili općenitog vršitelja radnje (čuje se, piše se, može se vidjeti = svi čuju, mnogi pišu, bilo tko može vidjeti) - tzv. bezlična (impersonalna) upotreba
- radnju koja se obavlja nad subjektom (juha se jede žlicom) - tzv. mediopasivna upotreba
- radnju ili nastalo stanje bez nekog posebnog uzroka (grana se slomila) - tzv. antikauzativna upotreba
- radnju nad neodređenim objektom (Ivica se tuče = Ivica tuče druge)
- osim toga, koristi se uvijek uz neke glagole bez posebnog značenja (bojim se) - tzv. inherentna upotreba

Povratna zamjenica u nekim padežima ima i skraćene enklitičke (nenaglašene) oblike. U punom obliku (sebe i sl.) koristi se samo u refleksivnoj upotrebi, tj. bojim se ne može se zamijeniti s bojim sebe, dok se perem se može zamijeniti s perem sebe.

Oblici zamjenice u standardnom hrvatskom jeziku:
| padež        | NOM/VOK | GEN  | DAT  | AKU  | LOK  | INS   |
| ------------ | ------- | ---- | ---- | ---- | ---- | ----- |
| puni oblik   |         | sebe | sebi | sebe | sebi | sobom |
| kratki oblik |         | se   | si   | se   | /    | /     |

Ovi oblici odgovaraju svim rodovima, jednini i množini i sva tri glagolska lica. Povratna zamjenica nema nominativa i vokativa, a nenaglašeni oblik ima samo za dativ (si) i za akuzativ (se)
U standardnom hrvatskom jeziku u bezličnom obliku (neodređeni ili općeniti vršitelj) može doći subjekt u nominativu, što znači da se radi o pasivizaciji (ovo je zajedničko svim slavenskim jezicima):
Pije se pivo.
U nekim govorima nema pasivnog značenja, pa se koristi akuzativ:
Pije se vodu.
Pasivno značenje proizlazi iz jednakosti:
Grana se slomila.
Grana je slomljena.

## U drugim jezicima
Mnogi jezici posjeduju povratne zamjenice. Često se povratna zamjenica koristi samo u 3. licu, dok se za 1. i 2. lice koriste lične (osobne) zamjenice. Također, neki jezici (slavenski i romanski) koriste povratne zamjenice za iskazivanje bezličnosti, mediopasivnosti i antikauzativnosti (uglavnom na isti način kao i hrvatski).
U švedskom:
Jag ser honom. ("Ja vidim njega")
Han ser honom. ("On vidi njega", gdje njega označava drugu osobu nego on)
Han ser sig. ("On vidi sebe", gdje sebe označava istu osobu kao i on)

U španjolskom:
Él lo ve. ("On ga vidi")
Él se ve. ("On se vidi")